# Merosargus quadrifasciatus
Merosargus quadrifasciatus är en tvåvingeart som beskrevs av Lindner 1941. Merosargus quadrifasciatus ingår i släktet Merosargus och familjen vapenflugor. Inga underarter finns listade i Catalogue of Life.